# Бляшаний барабан (фільм)
«Бляша́ний бараба́н» (нім. Die Blechtrommel) — кінофільм режисера Фолькера Шльондорфа, знятий за однойменним романом Ґюнтера Ґрасса.

## Сюжет
Події стрічки відбуваються у Данциґу (Гданську) від кінця двадцятих і до 1945 року, й охоплюють найганебніший період німецької історії двадцятого століття. В центрі сюжету історія 12-річного хлопчика Оскара (Давід Беннент), який у знак протесту проти дорослих, у світі яких він розчарувався, перестає рости після того, як на свій третій день народження він отримав у подарунок бляшаний барабан. Спостерігаючи за підйомом нацизму, він б'є у свій барабан і видає крик, здатний розбити скло.

## У ролях
| Актор                | Роль                                         |
| -------------------- | -------------------------------------------- |
| Давід Беннент        | хлопчик, що відмовився рости Оскар           |
| Маріо Адорф          | батько Оскара Альфред Мацерат                |
| Данієль Ольбрихський | кузен Аґнес Ян Бронскі                       |
| Ангела Вінклер       | матір Оскара Агнес Мацерат                   |
| Катаріна Тальбах     | дружина Альфреда після смерті Агнес, Марія   |
| Тина Енгель          | Анна, в молодості                            |
| Берта Древс          | бабця Оскара Анна                            |
| Роланд Тойбнер       | дід Оскара Йозеф Коляйчек                    |
| Тадеуш Куніковскі    | дядя Вінценц                                 |
| Андреа Ферреоль      | Ліна Грефф                                   |
| Гайнц Беннент        | друг Мацератів Грефф                         |
| Ільза Паже           | подруга Агнес Гретхен Шефлер                 |
| Шарль Азнавур        | власник іграшкової крамниці Сігізмунд Маркус |
| Войцех Пшоняк        | Файнгольд                                    |

## Нагороди
- 1979: Золота пальмова гілка  Каннського кінофестивалю.
- 1979: Премія «Золота чаша» за Найкращий німецький фільм.
- 1980: Премія «Оскар». Найкращий іншомовний фільм.
- 1980: Премія Лос-Анджелеської асоціації кінокритиків.

## Факти
- Фолькер Шьондорф вважає «Бляшаний барабан» своєрідною квінтесенцією своєї творчості. Він зізнавався, що для створення фільму він вибрав стилістику, що включає в себе епіку, лірику та сатиру, і саме це дозволило йому показати епоху, бо вибір на користь якогось одного жанру збіднив би сюжет, зробив би його простішим, однозначнішим[3].